# 早川德次 (夏普)
早川德次（日語：早川徳次/はやかわ とくじ，1893年11月3日—1980年6月24日），出生於日本東京都，為實業家及發明家，夏普公司創辦人。他以改良自動鉛筆和發明不須在皮帶上打孔的男用皮帶扣「德尾錠」聞名於世。大正三美女中的江木欣欣是其同父異母的姊姊。

## 生平
於1912年9月5日在東京都以50日圓的資本設立沒有正式名稱的金屬加工廠，開始生產銷售「德尾錠」。1915年，早川德次接到了自動鉛筆金屬零件的訂單，經過改良後，早川德次發明了「早川式自動鉛筆」，並和哥哥共同成立了「早川兄弟商會金屬文具製作所」，開始生產銷售自動鉛筆，並外銷至歐洲。在持續改良後，1916年決定以“Ever-Ready Sharp Pencil”作為新款自動鉛筆的品牌，取其“不用削，可永保筆芯尖銳”的意思。「Sharp Pencil」後來在日本也成為自動鉛筆的代名詞，而後夏普公司使用的「SHARP」商標就是來自於此。
1919年起，早川德次開始擴大生產規模，並在1920成立第二間工廠、1921年成立第三間工廠。但在1923年關東大地震後的火災將工廠燒毀，早川德次決定解散「早川兄弟商會」，將原有事業轉讓給總部設於大阪的「日本文具製造株式會社」，並一同遷移至大阪將生產技術轉移給日本文具製造株式會社。
1924年，早川德次完成技術轉移後，在大阪成立「早川金屬工業研究所」，最初生產銷售金屬文具的零件。1925年，早川德次生產出日本第一台自行生產的礦石收音機，並首次在收音機上使用「SHARP」的商標，此後收音機成為早川金屬工業研究所的主要產品。隨著業務範圍的擴大，1935年早川德次將工廠改組為公司法人，以30萬日圓的資本成立「株式會社早川金屬工業研究所」。1936年，公司更名為「早川金屬工業株式會社」；1942年，再次更名為「早川電機工業株式會社」。這段期間，早川先後涉入了馬達、日光燈等產品領域。1970年，早川再將公司名稱變更為「夏普株式會社」（Sharp Corporation），也在同年卸任社長職務，改任會長。

## 獲得榮譽
- 1960年：藍綬褒章
- 1965年：勲三等瑞寶章
- 1968年：大阪市民表彰
- 1971年：大阪文化賞（日语：大阪文化賞）、大河內生産賞
- 1976年：勲二等瑞寶章
- 1978年：第29回NHK放送文化賞（日语：NHK放送文化賞）

## 外部連結
- （日語） 創業者 早川德次 （页面存档备份，存于） 夏普公司
- （日語） 早川徳次翁の生涯 （页面存档备份，存于） 社會福祉法人（日语：社会福祉法人）育徳園
- （日語） 早川 徳次（上）［難波人物傳 －放出光彩－］ 大阪日日新聞（日语：大阪日日新聞）、2010年9月18日
- （日語） 早川 徳次（下）［難波人物傳 －放出光彩－］ 大阪日日新聞、2010年9月25日